# Кхмерска република
Кхмерска република (кхмерски: សាធារណរដ្ឋខ្មែរ) е официалното название на Камбоджа в периода (1970—1975).

## История
Тя е унитарна, президентска държава. Възниква след държавен преврат по време на гражданската война в Камбоджа.
Официално провъзгласена на 9 октомври 1970 г., Кхмерската република е с дясно про-американско правителство, ръководена от военните, водена от генерал Нол Лон и принц Сисоват Сирик Матак, който поема властта на 18 март 1970 г. след преврат срещу крал Нородом Сианук.
Основните причини за преврата са толерирането на северно-виетнамската дейност по границите на Камбоджа, което позволява на тежко въоръжените виетнамски военни да контролират обширни територии от Източна Камбоджа. Друг важен фактор е тежкото състояние на икономиката на Камбоджа, резултат от политиката на Сианук, за неутралитет чрез антиамериканизъм.
Въпреки силно военния характер, на Кхмерската република, и количествата военна и финансова помощ от Съединените щати, кхмерската национална армия не успява да се противопостави и в крайна сметка републиката пада на 17 април 1975 г., когато камбоджанските комунисти завладяват Пном Пен и установяват тоталитарната Демократична Кампучия.